# Ulrich von Wilamowitz-Moellendorff

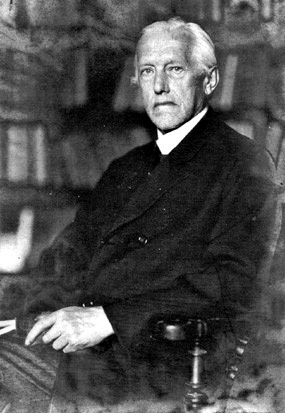
Wilamowitz-Moellendorff (1902)

Enno Friedrich Wichard Ulrich von Wilamowitz-Moellendorff, auch Emmo Friedrich Wichard Ulrich von Wilamowitz-Moellendorff (* 22. Dezember 1848 auf Gut Markowitz, Kujawien, Provinz Posen; † 25. September 1931 in Berlin) war ein deutscher klassischer Philologe. Er lehrte und forschte als Professor in Greifswald (1876–1883), Göttingen (1883–1897) und Berlin (1897–1921). Mit seinen Editionsprojekten, seiner Erneuerung der Textkritik und Textinterpretation, seiner Einflussnahme auf die preußische Berufungspolitik und seiner Tätigkeit als Wissenschaftsorganisator war er einer der führenden Vertreter seines Faches und prägte die Klassische Philologie des 20. Jahrhunderts im internationalen Raum nachhaltig. Durch seine Arbeiten zu vielen Bereichen der griechischen Literatur, seine Neudefinition des Faches und nicht zuletzt durch seine zahlreichen Schüler übte er großen Einfluss auf die Klassische Philologie aus. Als Mitglied der Preußischen Akademie der Wissenschaften brachte er mehrere Forschungsprojekte auf den Weg, besonders die Inscriptiones Graecae, die bis heute alle in Griechenland entdeckten antiken Inschriften verzeichnen und herausgeben.

## Familie
Die Wilamowitz-Moellendorffs haben den zweiten Bestandteil ihres Doppelnamens von Generalfeldmarschall Wichard von Möllendorff (1724–1816), der selbst kinderlos war und im hohen Alter den preußischen Major Theodor von Wilamowitz (1768–1837) und damit indirekt dessen drei Söhne adoptierte. Hugo, Ottokar und Arnold trugen ab 1815 mit königlicher Erlaubnis den Doppelnamen von Wilamowitz-Moellendorff.
Ulrich von Wilamowitz-Moellendorff war das vierte von fünf Kindern und der dritte Sohn des Gutsbesitzers Arnold von Wilamowitz-Moellendorff (1813–1888) und dessen Ehefrau Ulrike, geborene von Calbo (1820–1874). Seine Geschwister waren der spätere Oberpräsident der Provinz Posen und Kommendator des Johanniterordens, Hugo von Wilamowitz-Moellendorff (1840–1905), der Husar Tello von Wilamowitz-Moellendorff (1843–1903) und der spätere Major Georg Wichard von Wilamowitz-Moellendorff (1852–1910). Er hatte noch eine Schwester Maria, die jedoch früh verstorben ist (16.–24. November 1847).

## Leben

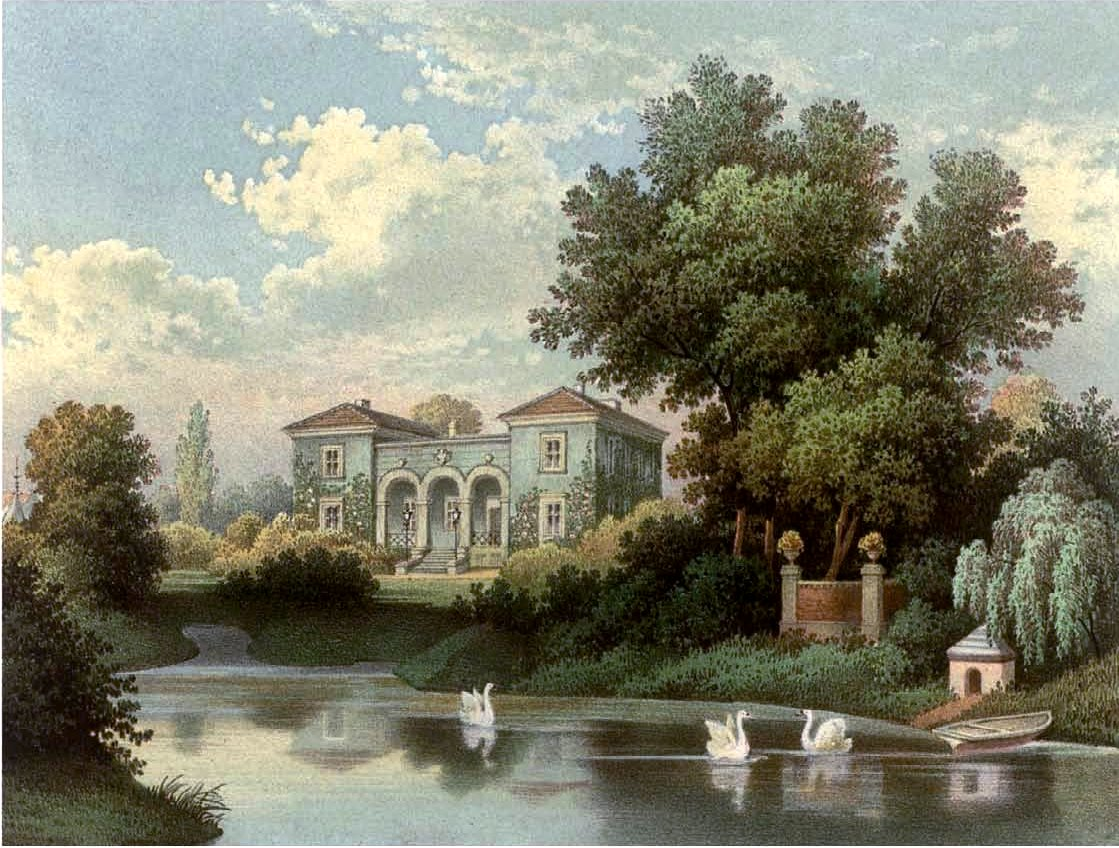
Gut Markowitz um 1860, Sammlung Alexander Duncker

Wilamowitz verbrachte seine Kindheit auf dem väterlichen Gut Markowitz in Kujawien. Zunächst von einem Hauslehrer unterrichtet, bezog er 1862 als Tertianer die traditionsreiche Landesschule Pforta. Dort traf Wilamowitz auch den älteren Friedrich Nietzsche und wurde wie dieser ein Spitzenschüler. Am 28. Februar 1864 wurde Wilamowitz konfirmiert, war aber zeit seines Lebens eher Agnostiker.
Der Direktor der Landesschule, Karl Ludwig Peter, bei dem Wilamowitz als Extraneer (Externer) wohnte, und der Lehrer Wilhelm Paul Corssen weckten in dem Schüler Begeisterung für die Altertumswissenschaften. Wilamowitz las lateinische und griechische Autoren, besonders die griechischen Tragiker zogen ihn an. Carl Ludwig Peter empfahl seinem Schüler auch die Lektüre der Römischen Geschichte von Theodor Mommsen, obwohl er sie selbst mit einer kritischen Replik bedacht hatte.

### Studium in Bonn und Berlin

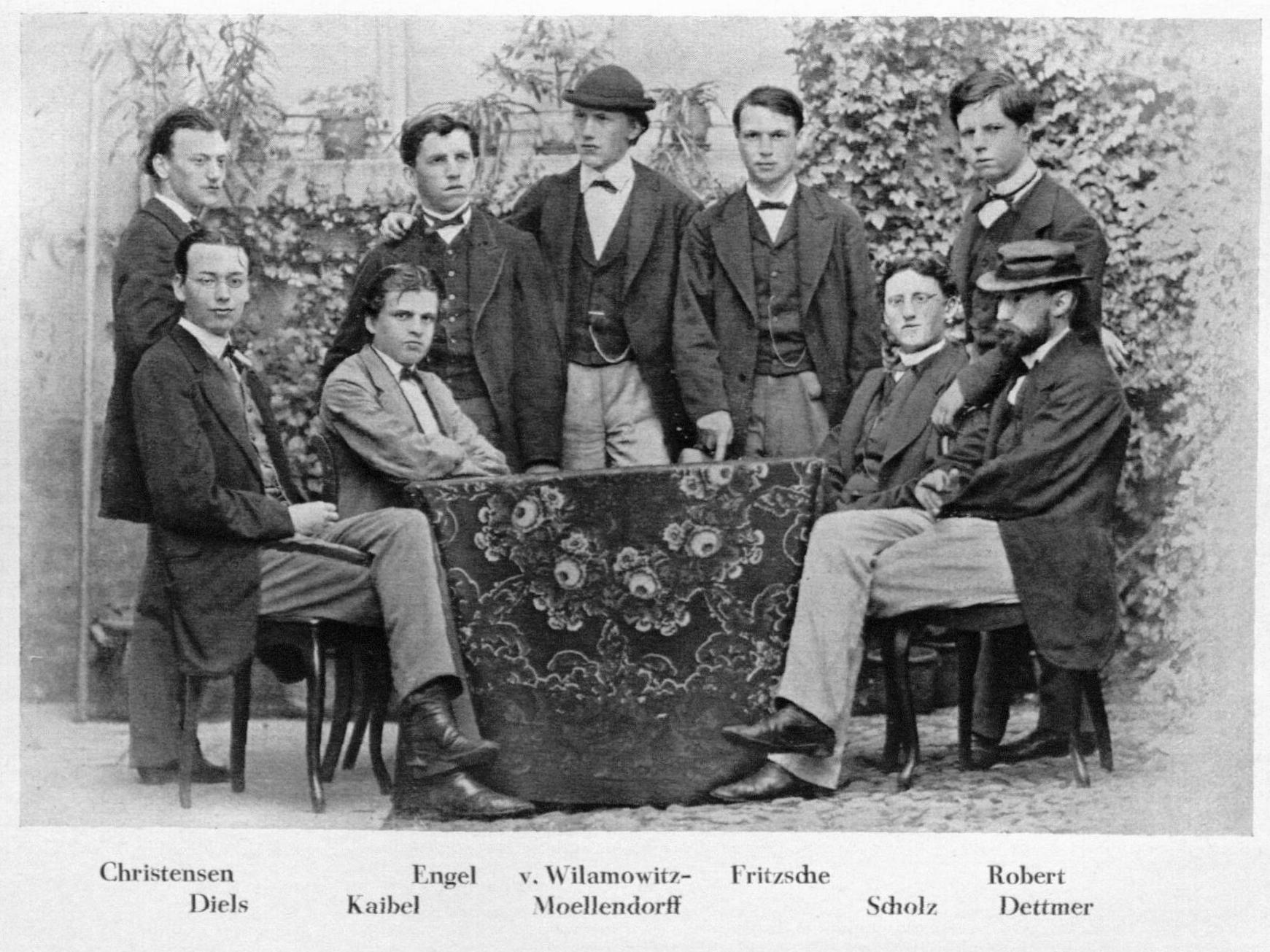
Wilamowitz (Mitte, mit Hut) im Kreis seiner Mitstudenten (Bonn, Sommersemester 1869)

Im September 1867 verließ Wilamowitz Schulpforta mit dem Reifezeugnis und bezog die Universität Bonn, um Klassische Altertumswissenschaften zu studieren. Hier wurde er stark von den Vertretern der sogenannten Bonner Schule der Klassischen Philologie Otto Jahn und Hermann Usener geprägt. Daneben besuchte Wilamowitz die Lehrveranstaltungen des Kunsthistorikers Anton Springer und beschäftigte sich drei Semester lang bei Johann Gildemeister mit Sanskrit. Zum Privatdozenten Johannes Schmidt äußerte er in seinen 1928 verfassten Erinnerungen 1848–1914 anerkennende Worte. Auch die Veranstaltungen bei den Philologen Jacob Bernays und Friedrich Gottlieb Welcker besuchte er. Er äußerte sich auch mit lobenden Worten über den Althistoriker Heinrich Nissen, damals gerade Privatdozent, nach dem Besuch eines einzigen seiner Seminare.
In seiner Bonner Studienzeit freundete sich Wilamowitz mit dem gleichaltrigen Hermann Diels an und lernte die jüngeren Kommilitonen Georg Kaibel und Carl Robert kennen, mit denen ihn später eine feste Freundschaft verband. Mit Diels, Robert und den späteren Gymnasiallehrern Walther Engel und August Fritzsche traf sich Wilamowitz regelmäßig in seiner Bonner Wohnung; ihre studentische Gemeinschaft nannten sie in Anlehnung an die römischen Legionen contubernium („Zeltgemeinschaft“).
Die zunehmende Polarisierung zwischen den Bonner Professoren Otto Jahn und Friedrich Ritschl, die im sogenannten Bonner Philologenkrieg (1865) gipfelte, hatte einen großen Teil der Bonner Philologiestudenten in zwei Lager gespalten. Viele Bonner Studenten waren mit Ritschl an die Universität Leipzig gezogen, darunter auch Nietzsche und Erwin Rohde. Nach Jahns Tod im September 1869 wechselte Wilamowitz zum Wintersemester 1869/1870 gemeinsam mit Diels an die ebenfalls traditionsreiche Berliner Friedrich-Wilhelms-Universität, wo ihn der Philologe Moriz Haupt, ein Pionier der modernen Textkritik, anzog. Hier wurde Wilamowitz im folgenden Semester mit der Dissertation Observationes criticae in comoediam Graecam selectae („Ausgewählte textkritische Beobachtungen zur griechischen Komödie“) promoviert (20. Juli 1870), deren Hauptgutachter Haupt war; sein Rigorosum hatte er am 14. Juli abgelegt.

### Kriegseinsatz, Reisen und Streit mit Nietzsche

Titelblatt der Schrift Die Geburt der Tragödie aus dem Geiste der Musik

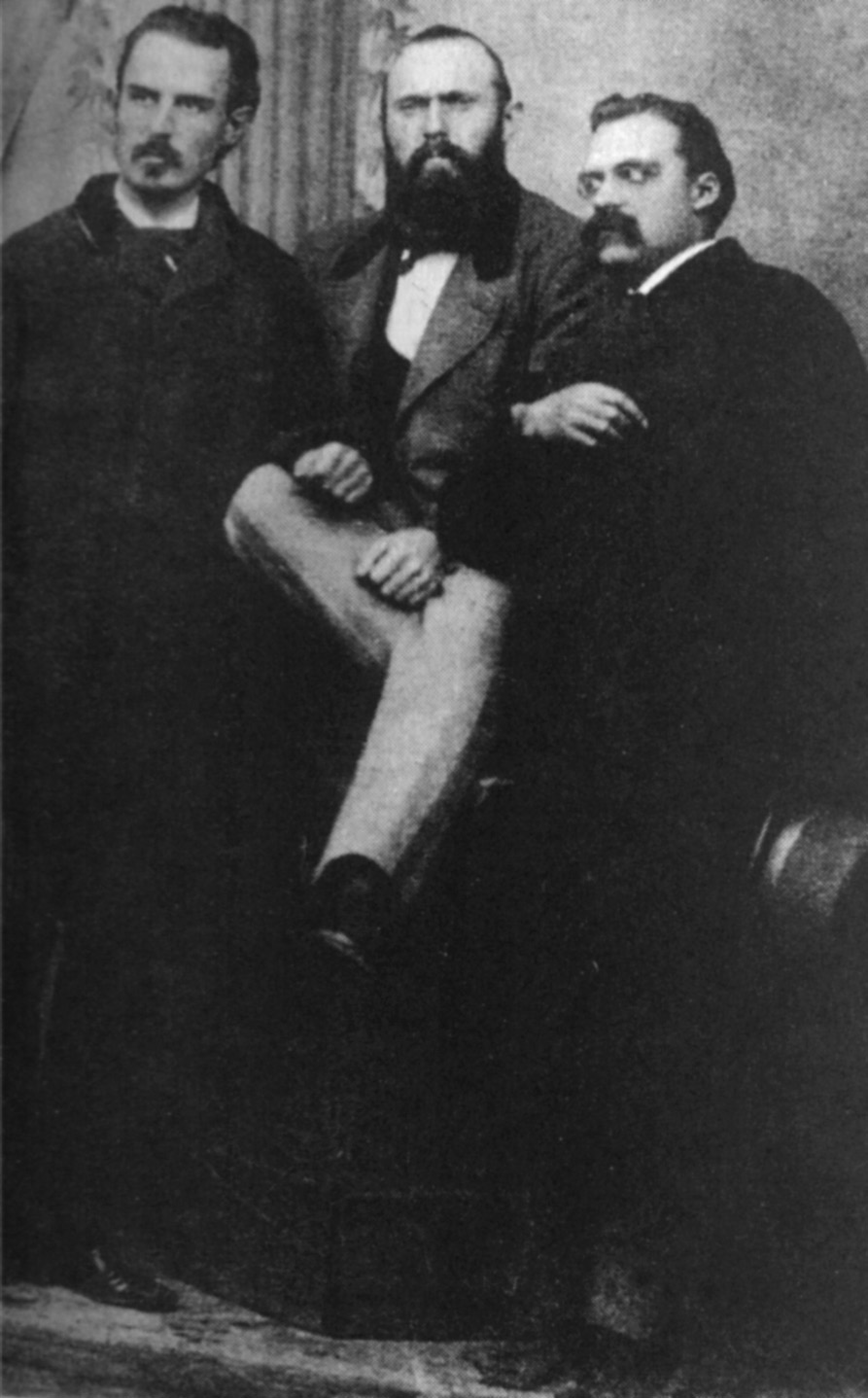
Von rechts nach links: Friedrich Nietzsche, Carl von Gersdorff und Erwin Rohde im Oktober 1871

Noch im selben Monat trat Wilamowitz als Einjährig-Freiwilliger den Dienst im preußischen Militär an. Im wenige Tage zuvor ausgebrochenen Deutsch-Französischen Krieg wurde er als Gardegrenadier des Ersatzbataillons des 2. Garderegiments eingesetzt. Zu seiner großen Enttäuschung bekam er keine Gelegenheit, sich im Gefecht zu beweisen. Am 20. Juli 1871, wenige Monate nach Kriegsschluss, endete Wilamowitz’ einjähriger Militärdienst und er kehrte nach Berlin zurück. Zu dieser Zeit kam er zum ersten Mal persönlich mit dem berühmten Historiker Theodor Mommsen in Kontakt, der Gefallen an Wilamowitz’ Arbeit fand und ihn einige Jahre später mit der Herausgabe der Kleinen Schriften des verstorbenen Moriz Haupt beauftragte. Ab August 1872 unternahm Wilamowitz, begleitet von Georg Kaibel, eine eineinhalbjährige Studienreise durch Italien und Griechenland, während der er zahlreiche Handschriften kopierte.
Im Jahr 1872 kam es auch zum Konflikt mit Friedrich Nietzsche. Nietzsche, seit 1869 Professor in Basel, hatte im Mai 1872 die Schrift Die Geburt der Tragödie aus dem Geiste der Musik veröffentlicht und damit eine öffentliche Kontroverse ausgelöst. Dabei ging es um die Abwertung des Euripides, dem Nietzsche die Zerstörung der Tragödie vorwarf. Er setzte gegen den klassizistischen oder historistischen Ansatz der damaligen philologischen Wissenschaft ein intuitives, irrationales Element. Die etablierten Philologen Deutschlands ignorierten Nietzsches Angriff, weil sie seine Arbeit nicht ernst nahmen; auch der von Nietzsche verehrte Professor Ritschl distanzierte sich von der Schrift. Der einzige öffentliche Tadel aus den Reihen der Philologen kam vom jungen Wilamowitz, der im Mai 1872 in der von Rudolf Schöll angeregten Streitschrift Zukunftsphilologie! äußerte: „herr Nietzsche tritt ja nicht als wissenschaftlicher forscher auf: auf dem wege der intuition erlangte weisheit wird teils im kanzelstil, teils in einem raisonnement dargeboten, welches dem journalisten […] nur zu verwandt ist.“ Auf die Polemik, mit der Wilamowitz Nietzsches aus Sicht der Philologie unsaubere wissenschaftliche Arbeitsweise kritisierte, ohne inhaltlich auf dessen Thesen einzugehen, reagierte Nietzsche nicht. Sein Freund Erwin Rohde jedoch verfasste eine Gegenschrift mit dem Titel Afterphilologie, in der er ebenfalls gegen Wilamowitz nur polemisierte, und Richard Wagner schrieb einen offenen Brief. Im Februar 1873 reagierte Wilamowitz mit einer Replik: Zukunftsphilologie!, zweites Stück. Eine erwidrung auf die rettungsversuche für Fr. Nietzsches ‚Geburt der Tragoedie‘. Damit endete der Streit ohne Einigung. Die Fachwelt hatte die Kontroverse mit Schweigen und Kopfschütteln verfolgt. Die eifernden gegenseitigen Anschuldigungen, größtenteils von Seiten Wilamowitz’ und Rohdes, waren von Aneinander-vorbei-Reden und Vermeidung der Kernthemen durch Polemik geprägt.
Nietzsche wandte sich seiner Neigung folgend endgültig von der Klassischen Philologie ab, was Wilamowitz begrüßte. Erst Jahrzehnte später sollte sich Nietzsches Wirkung fachübergreifend manifestieren, während Wilamowitz’ antiklassizistische Sicht seit den 1920er-Jahren durch den „Dritten Humanismus“ verdrängt wurde. In seinen 50 Jahre später verfassten Erinnerungen motiviert Wilamowitz die Abfassung seiner Gegenschrift besonders mit dem Bedürfnis, die aus Sicht der Philologie unlautere Herangehensweise Nietzsches darzustellen, sowie unter anderem mit der scharfen Polemik Nietzsches gegen den von Wilamowitz verehrten Otto Jahn wegen seiner kritischen Besprechung Richard Wagners.
Im April 1873 wurde Wilamowitz in Rom korrespondierendes Mitglied des Deutschen Archäologischen Instituts. Hier festigte er seine Kontakte zu Kaibel und Robert und schloss Freundschaft mit seinem späteren Göttinger Kollegen Friedrich Leo. Außerdem begann hier sein regelmäßiger Kontakt mit Theodor Mommsen, mit dem er zeitlebens ein vertrautes, wenn auch spannungsreiches Verhältnis pflegte. Die Aufregung, welche der Laie Heinrich Schliemann zu dieser Zeit durch die Entdeckung des von ihm so genannten „Schatzes des Priamos“ verursachte, fand auch in Rom Widerhall. Besonders die Geschichte von Schliemanns Frau, die den Schatz in ihrem Umschlagtuch an den Wachen vorbeigeschmuggelt haben soll, beflügelte die Phantasie und den Spott der Fachwelt. Zur Weihnachtsfeier des Deutschen Archäologischen Instituts verkleidete sich Wilamowitz als Schliemanns Frau und stellte die Szene zur allgemeinen Erheiterung nach. In späteren Jahren bereute er diese „würdelose Travestie“.

### Akademische Lehre
Nach den Reisen widmete sich Wilamowitz in Berlin seiner Habilitation, die er am 30. Juli 1875 mit den Theodor Mommsen gewidmeten Analecta Euripidea erreichte. Am 7. August hielt er seine Antrittsvorlesung.

#### Greifswald

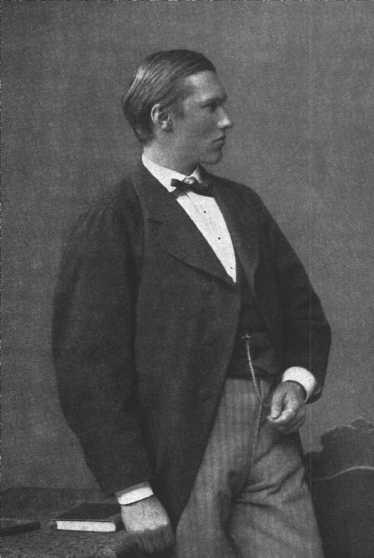
Wilamowitz in Greifswald (1878)

Einen Ruf an die Universität Breslau als außerordentlicher Professor lehnte Wilamowitz ab. Stattdessen ging er zu Ostern 1876 als Nachfolger Eduard Hillers an die Universität Greifswald auf eine Stelle, die eigentlich für Friedrich Nietzsche vorgesehen gewesen war. In Greifswald blieb er bis 1883.
Am 20. September 1878 heiratete Wilamowitz in Charlottenburg die 23-jährige Marie Mommsen (1855–1936), die älteste Tochter von Theodor Mommsen. Wilamowitz schrieb später, dass mit der Heirat „ein neues besseres Leben begann“. Das Paar bekam drei Söhne und vier Töchter: Dorothea (1879–1972), Adelheid (1881–1954), Gottfried Hermann (*/† 1882), Tycho (1885–1914), Hermann (1887–1938) und Hildegard (1892–1989). Tychos Zwillingsschwester starb eine Woche nach der Geburt.
In Greifswald fühlte sich Wilamowitz aus zwei Gründen unbehaglich: Stadt und Universität waren klein und nach seinen Begriffen verschlafen, und im Kollegium war er wegen seines scharfen Tones und seiner schonungslosen Kritik bald isoliert, zumal er sich etwa mit dem Althistoriker Otto Seeck, den Mommsen empfohlen hatte, nicht verstand. Seine ersten größeren Publikationen erhielten nicht die erwünschte Aufmerksamkeit. Daneben beschäftigte sich Wilamowitz gemeinsam mit seinem Fachkollegen Adolph Kießling mit der Herausgabe der Reihe Philologische Untersuchungen, die von 1880 bis 1925 in dreißig Bänden erschienen, und half Mommsen bei der Bearbeitung des fünften Bandes der Römischen Geschichte. Er verfasste auch Beiträge für die Zeitschriften Philologus und Hermes; die Ausrichtung der Letzteren bestimmten Mommsen und er. Nach einem Streit mit dem Herausgeber Emil Hübner (1881) bestellte Wilamowitz seine Studienfreunde Carl Robert und Georg Kaibel zu den neuen Herausgebern des Hermes.

#### Göttingen

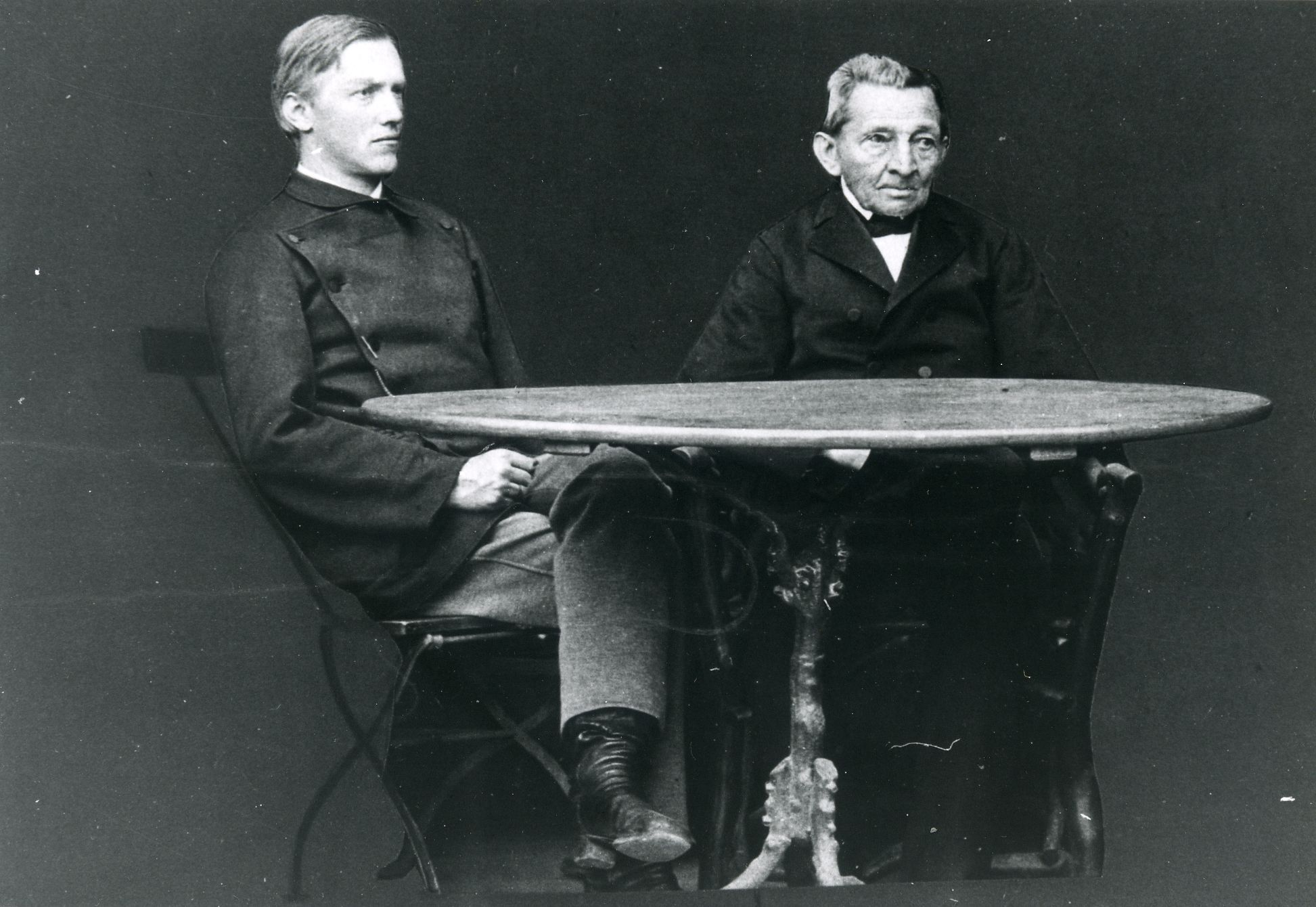
Wilamowitz (links) und Hermann Sauppe in Göttingen, Wintersemester 1887/88. Sauppe war ein Freund von Otto Jahn.

Den Weggang aus Greifswald ermöglichte ein Ruf an die Universität Göttingen, der durch Wirkung des mit Wilamowitz befreundeten Ministerialdirektors Friedrich Althoff im Juli 1883 an ihn erging. Zum Wintersemester 1883 zog Wilamowitz als Nachfolger des emeritierten Ernst von Leutsch nach Göttingen. Wilamowitz erwirkte, dass Georg Kaibel als sein Nachfolger nach Greifswald berufen wurde.
Bereits 1877, als der Göttinger Lehrstuhl für Klassische Philologie vakant war, war Wilamowitz neben Erwin Rohde und Karl Dilthey von der Universitätsleitung als Kandidat gehandelt worden. Wegen des Widerstandes von Seiten Ernst von Leutschs gegen die Berufung Wilamowitz’ wurde jedoch damals Dilthey auf den Lehrstuhl berufen. Da Leutsch und Sauppe altersbedingt nur wenig zur Lehre beitragen konnten und Dilthey häufig krank war, bemühte sich Wilamowitz um die Berufung kompetenter Kollegen. 1889 kamen Friedrich Leo und Wilhelm Meyer an die Universität. Die Unzulänglichkeit des alkoholkranken Althistorikers Christian August Volquardsen zwang Wilamowitz, auch die Alte Geschichte in der Lehre zu vertreten. Nach langen Bemühungen um eine Versetzung wurde Volquardsen 1897 bewogen, die Stelle mit dem Kieler Althistoriker Georg Busolt zu tauschen, der bis zu seinem Tode (1920) in Göttingen lehrte und forschte.
Die Göttinger Zeit schätzte Wilamowitz später oft als „die glücklichste Zeit meines Lebens“ ein. Mit den Kollegen, vor allem mit Hermann Sauppe und Friedrich Leo, und mit dem auf Althoffs Wirken 1892 eingestellten Alttestamentler Julius Wellhausen verstand er sich bestens. Dem Letzteren, der in Greifswald sein Kollege gewesen war, hatte er 1884 seine Homerischen Untersuchungen gewidmet. In Göttingen ergingen mehrere Rufe anderer Universitäten an Wilamowitz, die er alle ablehnte: 1885 aus Straßburg, 1886 aus Heidelberg und 1889 aus Bonn (als Nachfolger des verstorbenen Eduard Lübbert). Schon 1880 war in der Bonner Philosophischen Fakultät Wilamowitz als Nachfolger für den 1877 verstorbenen Friedrich Heimsoeth gehandelt worden, aber aus finanziellen Gründen entschied man sich für Lübbert. Im akademischen Jahr 1891/1892 war Wilamowitz Prorektor der Universität Göttingen. Januar 1892 wurde er als ordentliches Mitglied in die Königliche Gesellschaft der Wissenschaften zu Göttingen gewählt, und nach Hermann Sauppes Tod im September 1893 wurde er 1894 Sekretär der Gesellschaft. Ebenfalls 1894 wurde er vom Deutschen Archäologischen Institut zum ordentlichen Mitglied erklärt. Der Philologisch-Historische Verein der Studenten (im Naumburger Kartellverband) ernannte Wilamowitz zum Ehrenmitglied.

#### Berlin
Schon seit 1895 betrieb Friedrich Althoff in Berlin die Berufung Wilamowitz’ zum Professor an die Berliner Universität. Sein Studienfreund Hermann Diels, der seit 1882 außerordentlicher, seit 1886 ordentlicher Professor an der Universität war, unterstützte diese Bemühungen. Neben Skrupeln Wilamowitz’, Göttingen zu verlassen, stand vor allem die entschiedene Opposition der Berliner Professoren Ernst Curtius, Adolf Kirchhoff und Johannes Vahlen im Weg. Erst nach Curtius’ Tod im Juli 1896 konnte sich Wilamowitz entschließen, dem Ruf als Nachfolger von Curtius nach Berlin Folge zu leisten und seine Professur im Sommersemester 1897 anzutreten. Auf seinen Göttinger Lehrstuhl empfahl er Georg Kaibel – wie 1883 in Greifswald.
In Berlin entfaltete Wilamowitz eine rege wissenschaftliche Tätigkeit. Er wirkte nach Mommsens Vorbild als Wissenschaftsorganisator und Vermittler zwischen den Staaten. Zu den von Althoff erhandelten Konditionen seines Lehrstuhls zählte die Befreiung von Examina, aber auch die Gründung des Instituts für Altertumskunde, dem Wilamowitz und Diels vorstanden, sowie regelmäßige öffentliche Vorträge, die Wilamowitz an jedem Montag und Donnerstag hielt und die stets gut besucht waren. Außerdem fand in seiner Westender Wohnung (Eichenallee 12 – hier ein Nachbar der Eltern des Philosophen Leonard Nelson) alle zwei Wochen ein Treffen statt, bei dem kursorisch griechische Quellentexte gelesen wurden und das als „Graeca“ bekannt war. 1899 trat Wilamowitz in den Vorstand des Deutschen Archäologischen Instituts ein. Die Preußische Akademie der Wissenschaften, die Wilamowitz 1891 als korrespondierendes Mitglied aufgenommen hatte, wählte ihn 1899 nach dem Tode Heinrich Kieperts zum ordentlichen Mitglied.

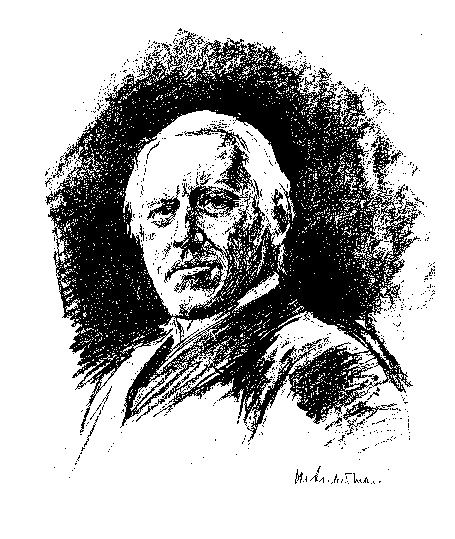
Lithographie von Max Liebermann, die 1915 im Rahmen einer Serie von Porträts preußischer Patrioten entstand.

Einen Schicksalsschlag stellte der Tod seines engen Freundes Kaibel 1901 dar. Nur zwei Jahre später starb Mommsen hochbetagt. Wilamowitz trieb seine Arbeit trotz dieser Verluste unablässig voran. Gastvorträge im Ausland hielt er in Oxford (1908) und Uppsala (1912). Eine gleichzeitige Einladung an die University of Chicago lehnte er ab. Im April 1913 nahm er am Dritten Internationalen Historikerkongress in London teil, im akademischen Jahr 1915/1916 übte er das Amt des Rektors der Berliner Universität aus.

### Späte Jahre
Ein einschneidendes Ereignis war für Wilamowitz der Erste Weltkrieg. Der streng konservative Sohn eines Großgrundbesitzers trat mit glühendem Patriotismus für sein preußisches Vaterland ein. Er hielt patriotische Vorträge, die er 1915 auch drucken ließ, initiierte 1914 die Erklärung der Hochschullehrer des Deutschen Reiches und unterzeichnete das Manifest der 93. Zur gleichen Zeit fiel sein Sohn Tycho an der Ostfront. Seine Einstellung und Aktivitäten kosteten ihn teilweise sein Ansehen im Ausland. 1915 wurde ihm die Mitgliedschaft in der Pariser Académie des Inscriptions et Belles-Lettres aberkannt. Wilamowitz’ Einstellung zum Krieg änderte sich, als er die Dimensionen des modernen Vernichtungskrieges erkannte.
Im Jahr 1917/1918 gehörte Wilamowitz dem Preußischen Herrenhaus an. Der Zusammenbruch des wilhelminischen Kaiserreichs 1918 und der Tod seiner Freunde Diels und Robert (beide 1922) verbitterten ihn. Seine Vorlesungen hatten zu dieser Zeit aus Enttäuschung das früher typische Pathos verloren, öffentliche Vorträge und Reden hielt er kaum noch. Seine Emeritierung im Jahr 1921 empfand er als verfrüht und ungerecht; er hielt auch weiterhin Vorlesungen und Seminare ab. Nachfolger auf dem Lehrstuhl wurde sein Schüler Werner Jaeger (1888–1961), der sich schon in vielerlei Hinsicht von Wilamowitz abgewandt hatte. Trotzdem hielt Wilamowitz weiterhin Vorlesungen an der Universität, bis seine Gesundheit es nicht mehr ermöglichte. 1925 hielt Wilamowitz Vorträge in Kopenhagen. 1928 gratulierten ihm die Zeitschriften Philologus, Hermes, Die Antike und Gnomon zum achtzigsten Geburtstag, und die Berliner Studenten veranstalteten einen Fackelzug zu seinen Ehren.

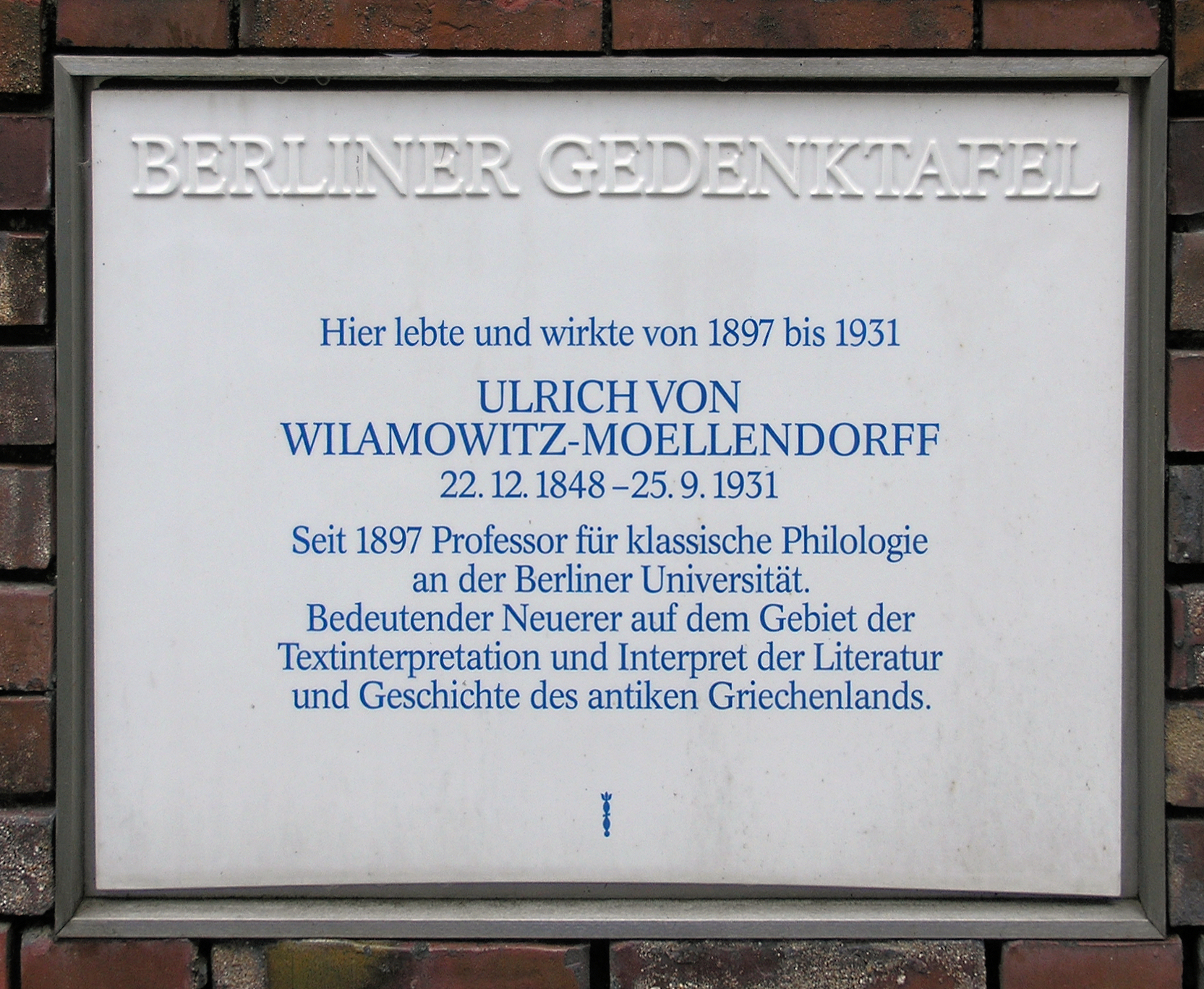
Gedenktafel an Wilamowitz’ Wohnhaus in Westend

Um 1927 begann Wilamowitz’ Gesundheit sich rapide zu verschlechtern. Im September hielt er seinen letzten Vortrag auf der Göttinger Philologenversammlung. Sein letztes großes Werk ist der Glaube der Hellenen, ein Gegenentwurf zu Hermann Useners Götternamen (Bonn 1896). Eine Nierenerkrankung fesselte Wilamowitz ans Bett, so dass er das Werk unter Einfluss von Schmerzmitteln seiner Tochter Dorothea diktierte, die seit 1905 mit dem Epigraphiker Friedrich Hiller von Gaertringen verheiratet war. 1929 musste Wilamowitz die Arbeit abbrechen; das Werk wurde von dem Epigraphiker Günther Klaffenbach herausgegeben. Am 17. und 18. Juli 1931 nahm er zum letzten Mal an den Sitzungen des Deutschen Archäologischen Instituts teil. Am 25. September starb Ulrich von Wilamowitz-Moellendorff im 83. Lebensjahr, nachdem er mehrere Wochen in komatösem Zustand gelegen hatte. Er wurde auf seinen Wunsch hin im Familiengrab der Freiherren von Wilamowitz-Moellendorff in Möllendorf (heute Wymysłowice, Woiwodschaft Kujawien-Pommern) bestattet, wohin sein Sohn Hermann die Urne mit der Asche seines Vaters brachte, die zusammen mit der seiner Frau noch neben dem für Sohn Tycho errichteten Kenotaph ruht. Die Grabstätte wurde bis vor einigen Jahren regelmäßig von Schülern und Studenten der Umgebung gepflegt.

## Leistungen und Bedeutung
Ulrich von Wilamowitz-Moellendorff hat die Klassische Philologie in vielerlei Hinsicht beeinflusst und bestimmt. Seine Verdienste können kaum überschätzt werden: Er hat die Gedanken Friedrich August Wolfs zur Textgeschichte auf die griechische Tragödie und die Bukolik angewandt; von ihm stammen zahlreiche Editionen, Kommentare und Übersetzungen auf den Gebieten Tragödie, Komödie, Platon, frühgriechische Lyrik und hellenistische Dichtung. Seine Griechische Verskunst stellte die Forschung in diesem Gebiet auf neue, heute noch gültige Grundlagen. Insgesamt verdankt die Klassische Philologie Wilamowitz die „Entdeckung“ der vor- und nachklassischen Autoren als Gegenstand der Forschung sowie die Einbindung von Erkenntnissen und Methoden der Archäologie, Papyrologie, Vergleichenden Sprachwissenschaft, Epigraphik und Alten Geschichte in die philologische Arbeit.

### Wissenschaftspolitik und Wissenschaftsorganisation
Als Berater des Ministerialdirektors Friedrich Althoff hatte er großen Einfluss darauf, wer im preußischen Hochschuldienst auf welche Stelle berufen wurde. So lenkte er die Karriere seines Freundes Kaibel und verhinderte mit einer vernichtenden Rezension die akademische Laufbahn des Philologen Paul Cauer. Seine Gutachtertätigkeit ist in der Sammlung seiner Briefe an Althoff unter dem Titel Berufungspolitik innerhalb der Altertumswissenschaft im wilhelminischen Preußen (Frankfurt am Main 1989) nachzulesen.
Als Wissenschaftsorganisator war Wilamowitz im In- und Ausland um Zusammenarbeit bemüht. Er initiierte das von Friedrich Leo geleitete Lexikonprojekt Thesaurus Linguae Latinae, das seit 1894 ein umfassendes Lexikon der lateinischen Sprache der Antike erstellt. Bei der Preußischen Akademie der Wissenschaften setzte er die Fortsetzung der Edition des Corpus Inscriptionum Graecarum durch, das allmählich zum Großvorhaben Inscriptiones Graecae ausgebaut wurde. Auch an der Kommission zur Herausgabe des Corpus Scriptorum Ecclesiasticorum Latinorum beteiligte sich Wilamowitz rege, wobei er resolut den philologischen Anteil des Projektes betonte. Er war ab 1926 Mitherausgeber des philologischen Rezensionsorgans Litteris der Vetenskapssocieteten i Lund. An der Sammlung der Fragmente der Vorsokratiker wirkte er ebenfalls mit.

### Lehrtätigkeit
In seinen Vorlesungen und Vorträgen entfaltete Wilamowitz sein Talent, mit seinem Charisma, seiner Wortgewandtheit und seiner ansteckenden Begeisterung für die Antike die Zuhörer in seinen Bann zu ziehen. Von seinen zahlreichen Schülern sind vor allem zu nennen: Werner Jaeger, Eduard Fraenkel, Hermann Fränkel, Paul Friedländer, Johannes Geffcken, Alfred Gercke, Felix Jacoby, Paul Maas, Max Pohlenz, Karl Reinhardt, Wolfgang Schadewaldt, Eduard Schwartz und Ludwig Traube. Im angelsächsischen Raum vermittelte Wilamowitz vor allem an Gilbert Murray in Großbritannien und an Basil Lanneau Gildersleeve in den Vereinigten Staaten die Idee der Klassischen Philologie als etablierter Wissenschaft und kann damit zumindest in den USA als ein Gründervater dieser Disziplin gelten. Einige seiner Schüler mussten während der Zeit des Nationalsozialismus emigrieren und stärkten die Klassische Philologie in den USA und Großbritannien, darunter Eduard Fraenkel, Hermann Fränkel, Jacoby, Jaeger und Maas.

Eduard Schwartz (Greifswald)
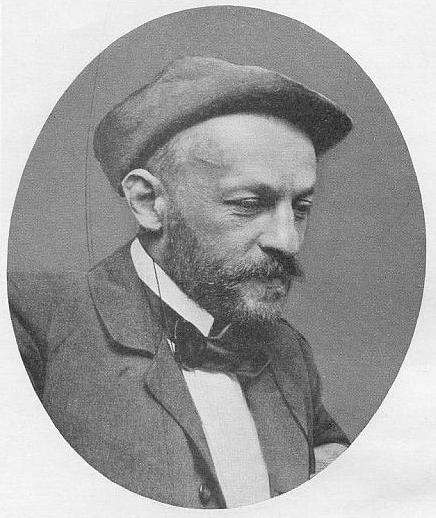
Ludwig Traube (Greifswald)
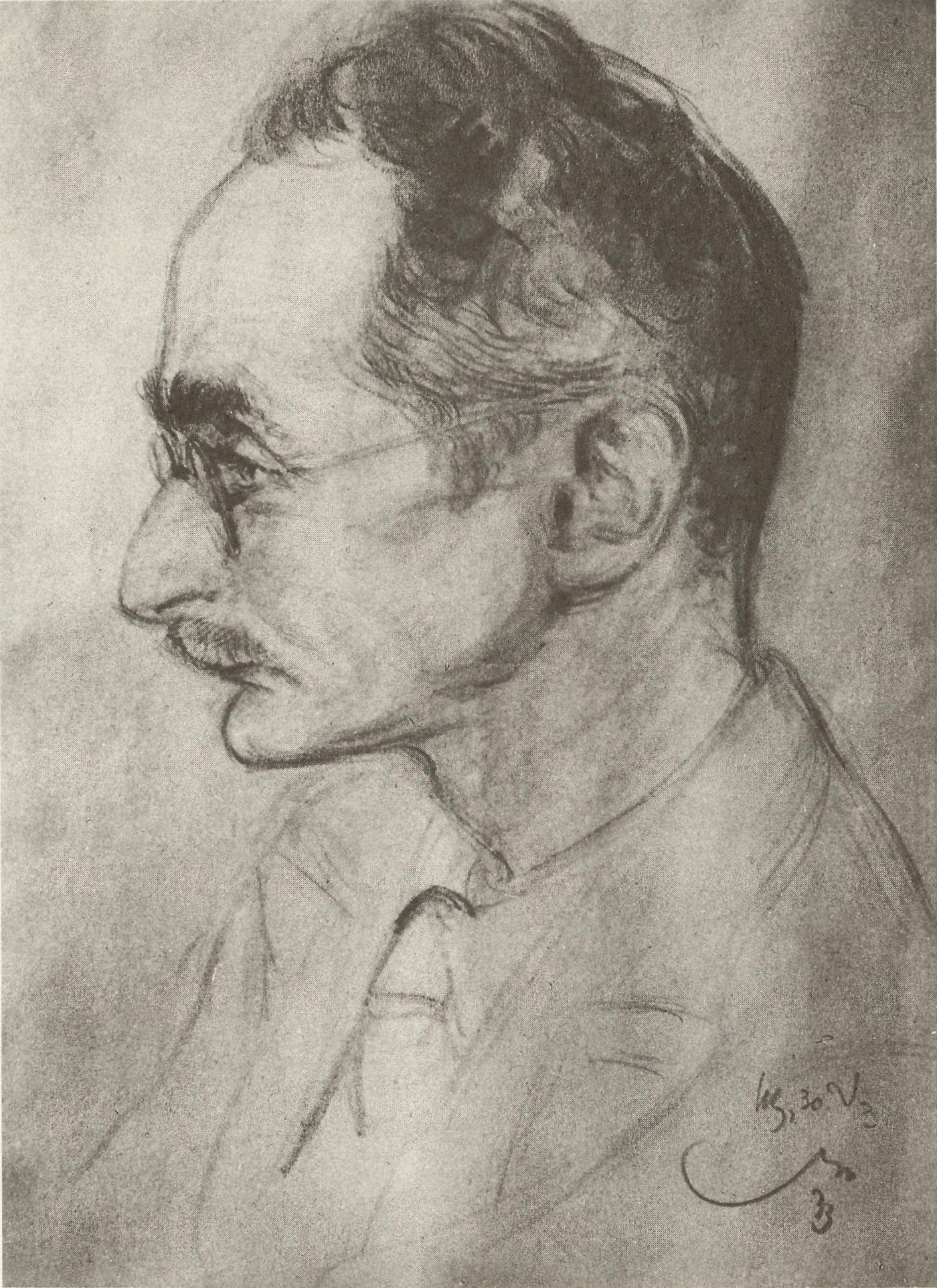
Paul Maas (Berlin)
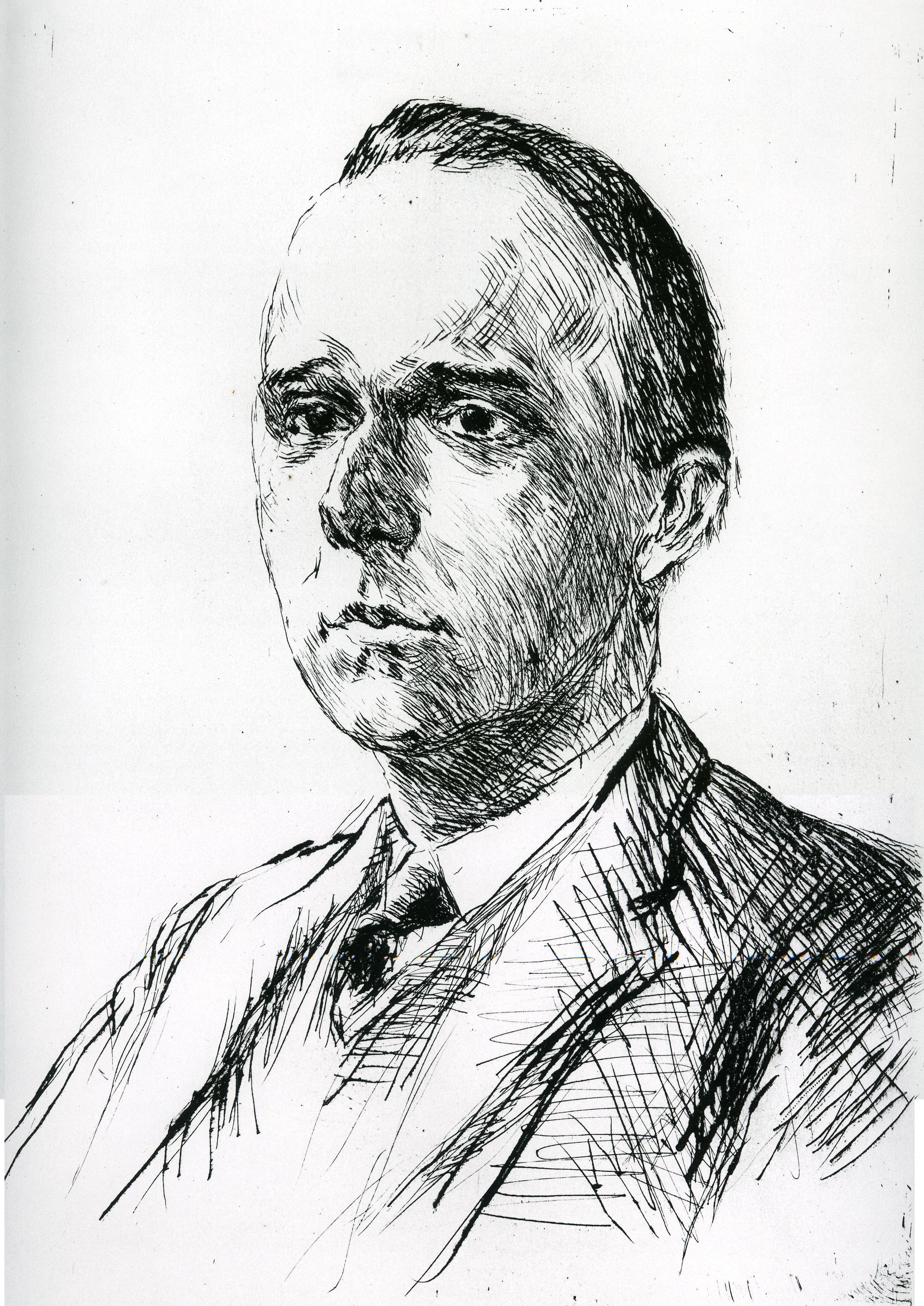
Werner Jaeger (Berlin)

### Wissenschaftsverständnis und Forschung
Wilamowitz war ein international angesehener Vertreter des Historismus seines Faches. Er sah alle Altertumswissenschaften zu einer Einheit verwoben: Die Philologie betrachtete er als Geschichtswissenschaft, die Archäologie mit einem Ausdruck von Eduard Gerhard als „monumentale Philologie“. Damit identifizierte er die Philologie nicht von einer Methode, sondern von ihrem Fachgegenstand her: Ziel der Altertumswissenschaften sei die Vergegenwärtigung des gesamten griechisch-römischen Altertums auf der Grundlage von Texten und anderen urkundlichen Zeugnissen; Einzelerscheinungen seien analytisch, Gesamtentwicklungen synthetisch zu erforschen.
Die Sicht auf sein Fach bestimmte auch das Literaturverständnis von Wilamowitz. Er erklärte die Werke der Antike „aus den kulturellen und sozialgeschichtlichen Bedingungen ihrer Entstehungszeit und zog im Sinne einer umfassenden Altertumswissenschaft für die Textinterpretation auch die archäologischen Sachquellen heran“.
Seine Forschung zur griechischen Literatur betraf die Felder des Epos, der Tragödie und der hellenistischen Dichtung. In seiner Auseinandersetzung mit der Homerischen Frage vertrat Wilamowitz die Auffassung, die Großepen Ilias und Odyssee stammten von verschiedenen Verfassern. Er identifizierte verschiedene Redaktoren, welche nach seiner Auffassung die Odyssee in diejenige Textgestalt brachten, in der sie über die alexandrinische Philologie in die Neuzeit überliefert wurde.
Ein großes Verdienst hat sich Wilamowitz mit seiner Behandlung der hellenistischen Dichtung erworben. Der Hellenismus als historische Epoche war von Droysen formuliert worden. Wilamowitz bemühte sich um das Gesamtverständnis der Epoche und ihrer Literatur. Seine Ablehnung des traditionellen Klassikverständnisses führte ihn dazu, auch die Deutung der hellenistischen Dichtung als Fortsetzung der klassischen Dichtung des 5. Jahrhunderts v. Chr. zu verwerfen. Die Besonderheit der hellenistischen Dichtung veranschaulichte er mit verschiedenen Begriffen. Besonders bemerkenswert ist in diesem Zusammenhang die Einordnung als „barocke“ Literatur. Dabei griff Wilamowitz auf Jacob Burckhardts Erweiterung des Begriffs „Barock“ zurück, den er nicht einer bestimmten Literaturepoche vorbehielt, sondern als generelle Bezeichnung für ein kulturelles und literarisches Phänomen verwendete. Ein kritisches Urteil erfuhren die gelehrten „Künsteleien“ hellenistischer Dichter, die Wilamowitz „lebensfremd“ vorkamen.
Mit der griechischen Metrik beschäftigte sich Wilamowitz ab den 1870er-Jahren. Neben einigen Aufsätzen veröffentlichte er 1895 in zwei kleinen Quartbänden ein Commentariolum metricum. Seine große Monografie Griechische Verskunst aus dem Jahr 1921 ist eine Sammlung und Überarbeitung seiner älteren Aufsätze zum Thema. Darin stellte er den Stand der metrischen Forschung seiner Zeit dar, die Geschichte und Eigenschaften der Metrik sowie sämtliche Vers- und Strophenarten. Das Werk ist noch heute von grundlegender Bedeutung und wurde 1958, 1975 und 1984 unverändert nachgedruckt. Wilamowitz selbst hatte diesen Erfolg nicht erwartet. In der Vorrede zum Werk schrieb er: „…ich zweifle, ob der Erfolg das Wagnis rechtfertigen wird. Denn dies Buch ist ein harter Kuchen, und wenn man einst in der textkritischen Behandlung zahlreicher Verse so etwas wie Rosinen gefunden haben würde, heutzutage ist die Textkritik unmodern.“ Das Buch von 630 Seiten Umfang ist in drei Abschnitte gegliedert. Der erste führt in das Verhältnis des griechischen zum modernen Versbau und der Poesie zur Prosa ein, behandelt die metrischen Theorien der antiken Griechen und schließt mit einer überblicksartigen Geschichte der griechischen Metrik. Der zweite Abschnitt besteht aus Einzeluntersuchungen zu verschiedenen Versmaßen, zum Strophenbau und zu ungleich gebauten Strophen. Der dritte Abschnitt enthält metrische Analysen einzelner Lieder (darunter Pindar, Sophokles, Euripides und Aristophanes) und schließt mit einem ausführlichen Register.

### Bemühungen um die Stärkung und Popularisierung des Faches
In den durch die preußischen Schulkonferenzen Dezember 1890 und Juni 1900 vollzogenen Reformen des Gymnasialunterrichts sah Wilamowitz eine Niederlage für die humanistische Bildung, er setzte sich weiter in Opposition zu Gottfried Friedrich Aly gegen die Senkung der altsprachlichen Anforderungen ein und wollte auch am lateinischen Schulaufsatz festhalten. Sein Griechisches Lesebuch (1902) wurde vielerorts verwendet und erfuhr mehrere Auflagen.
Intensiv bemühte er sich darum, den Gegenstand der Altertumswissenschaft einem möglichst breiten Kreis von interessierten Nichtfachleuten zu vermitteln. Diesem Zweck dienten neben den öffentlichen Vorlesungen vor allem seine Übersetzungen, in denen er auch eine nationale Pflicht sah. Seine zwei Ansprüche an eine Übersetzung waren, dass sie dem modernen Leser mindestens so leicht verständlich sein sollte wie das Original dem antiken Leser und dass die poetische Form der Übersetzung derjenigen des Originals zwar nicht exakt entsprechen musste, wohl aber ihr sinnvoll nachempfunden sein sollte. Damit löste sich Wilamowitz von der klassizistischen Tradition und brachte eine ungewohnte Modernität in die Texte ein. Dieses Vorgehen stieß auch auf vereinzelte, aber heftige Kritik; ihm wurde Banalisierung und mangelnde Stilsicherheit vorgeworfen. Vor allem wandten sich Friedrich Gundolf (aus dem Kreis um den Dichter Stefan George) und Rudolf Borchardt gegen seine Übersetzung und Erläuterung der Werke Platons, die Borchardt als „Instinktlosigkeit dieses großen Technikers“ und Gundolf mit dem Prädikat „Platon für Dienstmädchen“ kritisierte. Wilamowitz’ zahlreiche, für ein breites Publikum bestimmte Tragödienübersetzungen wurden nach seinem Tod nicht mehr aufgelegt.
In seiner Berliner Zeit veranlasste Wilamowitz eine Reihe von Aufführungen in Berlin (mit Gastspielen in Wien). Nach seinem Tod kamen seine Übersetzungen nur wenige Male auf die Bühne: Anlässlich der Olympischen Spiele 1936 wurde in Berlin die Orestie des Aischylos aufgeführt, 1955 in Essen die Hiketiden des Euripides, 1978, 1979 und 1981 in Köln, Düsseldorf und Mülheim an der Ruhr der Zyklop des Euripides. Im Zusammenhang mit den Bühnenaufführungen ist das Bekenntnis von Wilamowitz interessant, er selbst sei kein Theaterfreund: „Theaterbesuch hat mich wenig gereizt, selten befriedigt, verbot sich auch durch die Zeitverschwendung“.

### Wissenschaftshistorische Erforschung seines Wirkens
Die Forschung zum Wirken, zur Persönlichkeit und Rezeption von Wilamowitz wurde in den 1970er Jahren von William M. Calder III initiiert. Er hat mehrere Briefwechsel von Wilamowitz sowie andere Schriften veröffentlicht und Kongresse zu Wilamowitz und seinen Zeitgenossen veranstaltet. Calder schöpfte dabei auch aus den Vorarbeiten der Wilamowitz-Tochter Dorothea († 1972) und ihres Ehemannes, Friedrich Freiherr Hiller von Gaertringen, die nach Wilamowitz’ Tod begannen, Briefe, Gedichte und Erinnerungen des Verstorbenen zu sammeln. Mit einer Anzeige im Gnomon riefen sie Schüler und Freunde des Verstorbenen auf, zu der Sammlung beizutragen. Calders Publikationen treffen jedoch wegen seiner Urteile über Personen, seiner Sicht auf die politischen und gesellschaftlichen Verhältnisse Deutschlands in der wilhelminischen Epoche und Weimarer Republik sowie seiner biographistischen Betrachtungsweise auch auf Kritik. In Deutschland sind als Wilamowitz-Forscher beispielsweise zu nennen: Paul Dräger, Stephan Heilen, Rudolf Kassel, Robert Kirstein und Wilt Aden Schröder.
Schon bald nach Wilamowitz’ Tod begann der Klassische Philologe und Fachhistoriker Otto Kern eine Wilamowitz-Biografie, die jedoch nach seinem Tod (1942) unvollendet und unveröffentlicht blieb. Sie wurde damals von der Familie des Verstorbenen wegen ihres panegyrischen Stils abgelehnt, ist aber wegen der zitierten Dokumente wertvoll.

## Persönlichkeit

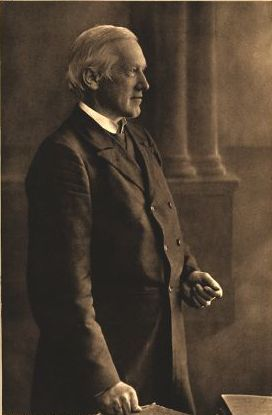
Rudolf Dührkoop: Porträtfoto Ulrich von Wilamowitz-Moellendorffs; Heliogravüre (um 1905)

Wie es seiner Herkunft entsprach, war Wilamowitz als Sohn eines adligen preußischen Grundbesitzers äußerst konservativ eingestellt. „Charakterlich war Wilamowitz-Moellendorff geprägt von der Spannung zwischen konservativer Starrheit und jungenhafter Unbefangenheit“, stellt Hans-Albrecht Koch in der Deutschen Biographischen Enzyklopädie fest und weist auf den bezeichnenden Umstand hin, dass die „wissenschaftlich höchst aufschlussreichen“ Erinnerungen 1848–1914 mit dem Ausbruch des Ersten Weltkriegs enden. Wilamowitz definierte sich als Bürger des wilhelminischen Reiches und konnte sich mit der Weimarer Republik nicht anfreunden, die er als „feige Ochlokratie“ empfand. Er zog häufig Parallelen zwischen dem Aufstreben Athens im 5. Jahrhundert v. Chr. und dem Deutschen Reich, und pathetische Untertöne drangen bis in seine wissenschaftlichen Monografien ein.
Mit dem politisch aktiven Mommsen, der entschieden liberal eingestellt war, geriet Wilamowitz häufig in Konflikt. Ab den 1890er Jahren trat eine immer stärkere Entfremdung zwischen den beiden ein, die in der Briefsammlung Aus dem Freund ein Sohn (Briefe von 1872 bis 1903) abgebildet wird. Der Titel spielt nicht nur auf die Heirat Wilamowitz’ mit der Tochter Mommsens, sondern auch auf den Wandel ihrer Beziehung an.
Wilamowitz war ein entschiedener Gegner des Antisemitismus, gegen den er in der Öffentlichkeit scharfe Worte fand. Dieser Umstand brachte ihn später bei den Nationalsozialisten in Verruf, die ihm die „Verjudung“ der Altertumswissenschaften durch die unterschiedslose Förderung seiner jüdischen Schüler anlasteten. Auch sah Wilamowitz seine preußische Identität stets im Lichte seiner polnischen Herkunft. Der Name Wilamowitz bedeutet „Wilhelmssohn“, und die Vorfahren von Wilamowitz-Moellendorff standen mit der polnischen Bevölkerung ihrer Ländereien stets auf gutem Fuß. Seine Witwe schrieb nach seinem Tod (anlässlich seines 85. Geburtstags am 27. Dezember 1933) an seinen jüdischen Schüler Paul Friedländer: „Ich gönne ihm, dass er dieses Jahr nicht erlebt hat. Bis dahin hatte ich immer noch gesagt, er würde vieles ändern können, vieles für uns erträglicher machen. Aber der Wüstenei dieses Jahres, zumal erst dem Krieg gegen die Nicht-Arier, und dann diesem Morde an den Universitäten, wäre er ohnmächtig gegenüber gestanden, und beides hätte ihn sehr mitgenommen.“
Neben allem politischen Konservatismus zeigte sich Wilamowitz in jedem Lebensalter aufgeschlossen gegenüber neuen Ideen seiner Schüler. Werner Jaeger etwa wies den Alten Sprachen in seinem System der Altertumswissenschaft eine völlig neue Rolle zu. Die Reaktion von Wilamowitz auf die Dissertation seines Schülers Wolfgang Schadewaldt (1924), der sich sehr kontrovers mit Wilamowitz’ Euripides-Forschungen auseinandersetzte, wurde zum geflügelten Wort: „umzulernen stets bereit“.
Auch pflegte Wilamowitz seine nächsten Verwandten mit antiken Gestalten zu vergleichen: Die von ihm idealisierte Mutter war seine Sappho, sein Vater zuerst Theseus, später Amphitryon. Die biografischen Entsprechungen zwischen dem von Wilamowitz verehrten Philosophen und Staatstheoretiker Platon und dem Philologen stellte Margherita Isnardi Parente 1973 in einem Aufsatz heraus.

## Ehrungen
- 1873 korrespondierendes Mitglied des Deutschen Archäologischen Instituts, 1891 ordentliches Mitglied, 1902 Vorstandsmitglied
- 1886 Ritterkreuz des Königlichen Hausordens von Hohenzollern
- 1891 korrespondierendes, 1899 ordentliches Mitglied der Preußischen Akademie der Wissenschaften
- 1892 ordentliches Mitglied der Königlichen Gesellschaft der Wissenschaften zu Göttingen, 1894 Sekretär, 1897 auswärtiges Mitglied, 1918 Ehrenmitglied
- 1893 Roter Adlerorden 3. Klasse, 1904 2. Klasse
- 1903 auswärtiges Mitglied der Accademia Nazionale dei Lincei in Rom
- 1904 korrespondierendes Mitglied der Bayerischen Akademie der Wissenschaften
- 1905 Bayerischer Maximiliansorden für Wissenschaft und Kunst
- 1905 Mitglied der Académie des Inscriptions et Belles-Lettres (1915 ausgeschlossen)
- 1907 korrespondierendes Mitglied der Akademie der Wissenschaften zu St. Petersburg, 1929 Ehrenmitglied
- 1907 korrespondierendes Mitglied der British Academy
- 1908 Orden Pour le mérite für Wissenschaft und Künste
- 1909 korrespondierendes Mitglied der Norwegischen Akademie der Wissenschaften
- 1909 korrespondierendes Mitglied der Akademie der Wissenschaften zu Wien, 1922 Ehrenmitglied
- 1910 Ehrendoktorwürde der theologischen Fakultät der Friedrich-Wilhelms-Universität Berlin
- 1911 Ehrendoktorwürde der philosophischen Fakultät der Universität Oslo
- 1911 Mitglied der Königlichen Wissenschafts- und Literaturgesellschaft in Göteborg
- 1912 Mitglied der Königlich Schwedischen Akademie der Wissenschaften
- 1912 Assoziiertes Mitglied der Académie royale des Sciences, des Lettres et des Beaux-Arts de Belgique (Ausschluss 1919)
- 1914 Mitglied der Königlichen Gesellschaft der Wissenschaften in Uppsala
- 1921 Ehrenmitglied der Vetenskapssocieteten i Lund
- 1924 ordentliches Mitglied der Akademie gemeinnütziger Wissenschaften zu Erfurt
- 1927 Ehrendoktorwürde der philosophischen Fakultät der Universität Genf
- 1928 Adlerschild des Deutschen Reiches
- 1928 Ehrendoktorwürde der medizinischen Fakultät der Universität Greifswald
- 1991 Gedenktafel an seinem ehemaligen Wohnhaus in der Eichenallee 12
- Ehrenmitglied der Society for the Promotion of Hellenic Studies

## Schriften (Auswahl)
Die Jahre und Zahlen der Neuauflagen zeigen an, inwiefern ein Werk seine Bedeutung bis heute bewahrt hat. Zu den online verfügbaren Volltexten siehe Wikisource.
- In wieweit befriedigen die Schlüsse der erhaltenen griechischen Trauerspiele? Ein ästhetischer Versuch [1867]. Edited by William M. Calder III, Leiden 1974.
- Observationes criticae in comoediam Graecam selectae (Dissertation Berlin 1870), Berlin: Schade 1870.
- Analecta Euripidea (Habilitationsschrift Berlin 1875), Berlin: Borntraeger 1875.
- Aus Kydathen, Berlin 1880.
- Antigonos von Karystos, Berlin: Weidmann 1881. 2. Auflage 1966.
- Homerische Untersuchungen, Berlin: Weidmann 1884.
- Aristoteles und Athen, Berlin: Weidmann 1893. 2 Bände. (Digitalisat und Volltext im Deutschen Textarchiv Bd. 1, Digitalisat und Volltext im Deutschen Textarchiv Bd. 2) 3. Auflage 1985.
- Einleitung in die attische Tragödie (Euripides Herakles erklärt, Bd. 1). Berlin: Weidmann 1889.(Digitalisat und Volltext im Deutschen Textarchiv)
- Die Textgeschichte der griechischen Lyriker, Berlin: Weidmann 1900. 2. Auflage 1970.
- Reden und Vorträge, Berlin: Weidmann 1901. 4., umgearbeitete Auflage 1925–1926.
- Griechisches Lesebuch, Berlin: Weidmann 1902. 2 Bände.
- Die Textgeschichte der griechischen Bukoliker, Berlin: Weidmann 1906.
- Einleitung in die griechische Tragödie, Berlin: Weidmann 1907. Unveränderter Nachdruck aus Euripides Herakles, Band 1, Kapitel 1–4. 1. Auflage.
- Paul Hinneberg (Herausgeber): Die Kultur der Gegenwart. Folgende Bände stammen von Wilamowitz:
  - Die griechische und lateinische Literatur und Sprache, Berlin: Teubner 1907. 2. verbesserte und vermehrte Auflage. 3. stark verbesserte und vermehrte Auflage 1912. Nachdruck 1995.
  - Staat und Gesellschaft der Griechen und Römer, Berlin: Teubner 1910. 2. Auflage 1923. Nachdruck 1979.
- Sappho und Simonides: Untersuchungen über griechische Lyriker, Berlin: Weidmann 1913. Nachdruck 1966, 1985.
- Aischylos: Interpretationen, Berlin: Weidmann 1914. 2. Auflage Zürich/ Dublin 1967.
- Reden aus der Kriegszeit, Berlin: Weidmann 1915.
- Die Ilias und Homer, Berlin: Weidmann 1916. 3. Auflage 1966.
- Der griechische und der platonische Staatsgedanke, Berlin: Weidmann 1919. Mit drei anderen Schriften von Luciano Canfora ediert: Tra scienza e politica: quattro saggi (Antiqua 18)
- Platon. Leben und Werke/ Beilagen und Textkritik, Berlin: Weidmann 1919. 2 Bände. 2. Aufl. 1920, 3. Aufl. 1929, 4. Aufl. 1948, 5. Aufl. 1969, Nachdruck 1992.
- Griechische Verskunst. Berlin: Weidmann 1921. 3. Auflage 1975.
- Geschichte der Philologie. Berlin/Leipzig: Teubner 1921; 3. Auflage Leipzig 1927; Nachdrucke: ebenda 1959; Stuttgart/Leipzig 1998.
  - History of Classical scholarship. Translated from the German by Alan Harris. Edited with Introduction and Notes by Hugh Lloyd-Jones, London 1982
- Hellenistische Dichtung in der Zeit des Kallimachos, Berlin: Weidmann 1924. 2 Bände. 2. Auflage 1973.
- Die Heimkehr des Odysseus: Neue homerische Untersuchungen, Berlin: Weidmann 1927.
- Erinnerungen 1848–1914, Leipzig: Koehler 1928. 2., ergänzte Auflage 1929.
  - Englische Übersetzung von George Chatterton Richards: My recollections, 1848–1914, London 1930.
- Kyrene. Berlin: Weidmann 1928.
- Der Glaube der Hellenen, 2 Bde. Berlin: Weidmann 1931–1932. 2. Auflage, Darmstadt: Wissenschaftliche Buchgesellschaft 1955, Nachdrucke 1959, 1984, 1994.
- Kleine Schriften, herausgegeben von Paul Maas u. a. mit Unterstützung der Preußischen Akademie der Wissenschaften. Berlin: Weidmann 1935–1972. 6 Bände.
- Friedrich Hiller von Gaertringen (Hrsg.): ΕΛΕΓΕΙΑ [ELEGEIA], Berlin 1938

Kritische Editionen und Übersetzungen
- Callimachi hymni et epigrammata, Berlin: Weidmann 1882. 2. Auflage 1897.
- Aischylos Agamemnon Griechischer Text und deutsche Übersetzung, Berlin: Weidmann 1885.
- Isyllos von Epidauros, Berlin: Weidmann 1886.
- Euripides Herakles, Berlin: Weidmann 1889. 3 Bände. 2. Auflage 1895. 3. Auflage 1910. 4. Auflage 1959.
- Euripides Hippolytos. Griechisch und deutsch, Berlin: Weidmann 1891.
- (mit Georg Kaibel): Aristotelis Politeia Athēnaiōn, Berlin: Weidmann 1891. 3. Auflage 1898.
- Orestie: Griechisch und deutsch, Berlin: Weidmann 1896.
- Bakchylides, Berlin: Weidmann 1898.
- Griechische Tragoedien, Berlin: Weidmann ab 1899. 14 Bände
- Die Reste des Landmannes von Menandros, Berlin: 1899.
- Adonis / Bion von Smyrna. Deutsch und Griechisch, Berlin: Weidmann 1900.
- Der Timotheos-Papyrus gefunden bei Abusir am 1. Februar 1902, Leipzig: Hinrichs 1903.
- Bucolici graeci, Oxford: Clarendon Press 1905.
- Wilhelm Schubart, Ulrich von Wilamowitz-Moellendorff (Bearbeiter): Epische und elegische Fragmente, Berlin: Weidmann 1907.
- Aeschyli tragoediae, Berlin: Weidmann 1914. Editio minor 1915.
- Pindaros, Berlin: Weidmann 1922. 2. Auflage 1966.
- Menander: Das Schiedsgericht, Berlin: Weidmann 1925. Nachdruck 1958.

### Biografische Darstellungen und Studien zu einzelnen Aspekten
- Richard Harder: Ulrich von Wilamowitz-Moellendorff †. In: Gnomon 7, 1931, S. 557–560.
- Karl Ludwig Reinhardt: Ulrich von Wilamowitz-Moellendorff. In: Die Großen Deutschen. Band 5, Berlin 1952, S. 415–421.
- Friedrich Solmsen: Wilamowitz in his Last Ten Years. In: Greek, Roman and Byzantine Studies Band 20 (1979), S. 89–122 = Kleine Schriften III, 1982, S. 431–464.
- Robert L. Fowler: Ulrich von Wilamowitz-Moellendorff. In: Classical Scholarship: A Biographical Encyclopaedia. Edd. by W. W. Briggs and William M. Calder III, New York, London 1990, S. 489–522.
- Włodzimierz Appel (Hrsg.): „Origine Cujavus“. Beiträge zur Tagung anläßlich des 150. Geburtstags Ulrich von Wilamowitz-Moellendorffs (1848–1931) (= Xenia Toruniensia Band 4). Wydawn. Uniwersytetu Mikołaja Kopernika, Toruń 1999, ISBN 83-231-1145-6.
- Paul Dräger: An der Geburtsstätte und am Grabe Ulrich von Wilamowitz-Moellendorffs. Eine Dokumentation zu seinem 150. Geburtstag. In: Gymnasium Band 106 (1999), S. 97–151.
- Hans-Albrecht Koch: Wilamowitz-Moellendorff, Ulrich von. In: Deutsche Biographische Enzyklopädie. Band 10, 1999, S. 494–495.
- Stephan Heilen: Der Mann, der Wilamowitz zum Duell zwingen wollte. Neue Quellen zu einer bisher unklaren Stelle der Erinnerungen. In: Rheinisches Museum für Philologie Band 145 (2002), S. 374–426
- Markus Mülke (Hrsg.): Wilamowitz und kein Ende. Wissenschaftliches Kolloquium Fondation Hardt, 9. bis 13. September 2002 (= Spudasmata. Studien zur klassischen Philologie und ihren Grenzgebieten. Band 92). Olms, Hildesheim 2003, ISBN 3-487-11987-0.
  - Rezension: Paul Dräger, Anzeiger für die Altertumswissenschaft, Band 57 (2004), Sp. 197–202
- Wilt Aden Schröder: Wilamowitz-Bildnisse. In: Philologus Band 151 (2007), S. 335–374
- Stephan Heilen u. a. (Hrsg.): In Pursuit of Wissenschaft. Festschrift für William M. Calder III zum 75. Geburtstag (= Spudasmata. Studien zur klassischen Philologie und ihren Grenzgebieten. Band 119). Olms, Hildesheim 2008, ISBN 3-487-13632-5.
- Walther Ludwig: Ulrich von Wilamowitz-Moellendorffs unbekannte Vorlesung „Einleitung in die Philologie“. In: Studien zur Philologie und zur Musikwissenschaft (Abhandlungen der Akademie der Wissenschaften zu Göttingen. Neue Folge 7). de Gruyter, Berlin 2009, ISBN 3-11-021763-5, S. 53–102.
- Josefine Kitzbichler, Katja Lubitz, Nina Mindt: Theorie der Übersetzung antiker Literatur in Deutschland seit 1800. de Gruyter, Berlin 2009, ISBN 978-3-11-020623-4, S. 196–235
- William M. Calder III: Wilamowitz-Moellendorff, Ulrich von. In: Peter Kuhlmann, Helmuth Schneider (Hrsg.): Geschichte der Altertumswissenschaften. Biographisches Lexikon (= Der Neue Pauly. Supplemente. Band 6). Metzler, Stuttgart/Weimar 2012, ISBN 978-3-476-02033-8, Sp. 1312–1316.
- Antonio Tibiletti: Ulrich von Wilamowitz-Moellendorff. „Der deutsche Kujawiak“. Verlag Traugott Bautz, Nordhausen 2016 (Studia Classica et Mediaevalia 11), ISBN 978-3-95948-096-3.
- Jonas Flöter (Hrsg.): Ulrich von Wilamowitz-Moellendorff (1848–1931). Altertumswissenschaft, Klassikverständnis und Wissenschaftspolitik am Ausgang der Moderne. Leipziger Universitätsverlag, Leipzig 2025, ISBN 978-3-96023-632-0.

### Briefsammlungen
- Mommsen und Wilamowitz. Briefwechsel 1872–1903. Hg. von Friedrich und Dorothea Hiller von Gaertringen, Berlin 1935
  - Dazu Jürgen Malitz: Nachlese zum Briefwechsel Mommsen-Wilamowitz. In: Quaderni di Storia Band 17 (1983), S. 123–150
- Briefe von Ulrich von Wilamowitz-Möllendorff an Georg Finsler. 1953.
- Selected correspondence, 1869–1931. Napoli 1983.
- The preserved letters of Ulrich von Wilamowitz-Moellendorff to Eduard Schwartz. C. H. Beck, München 1986, ISBN 3-7696-1539-5.
- Berufungspolitik innerhalb der Altertumswissenschaft im wilhelminischen Preußen. Klostermann, Frankfurt am Main 1989, ISBN 3-465-02200-9.
  - Rezension: Edgar Pack: Ulrich von Wilamowitz-Moellendorff, Friedrich Althoff e gli studi classici in Prussia nell’epoca Guglielmina. A proposito di un libro recente. In: Quaderni di storia Band 33 (1991), S. 191–241; Band 34 (1991), S. 235–284. Vgl. außerdem Wilt Aden Schröder, Göttingische Gelehrte Anzeigen Band 242, 1990, S. 211–236.
- The Prussian and the poet: the letters of Ulrich von Wilamowitz-Moellendorff to Gilbert Murray. Weidmann, Hildesheim 1991, ISBN 3-615-00071-4.
- Further letters of Ulrich von Wilamowitz-Moellendorff. Weidmann, Hildesheim 1994, ISBN 3-615-00099-4.
- Usener und Wilamowitz. Ein Briefwechsel: 1870–1905. 2. Auflage. Teubner, Stuttgart, Leipzig 1994, ISBN 3-519-07250-5.
- „Lieber Prinz“: der Briefwechsel zwischen Hermann Diels und Ulrich von Wilamowitz-Moellendorff. Weidmann, Hildesheim 1995, ISBN 3-615-00173-7.
  - Rezension: Wilt Aden Schröder: Bemerkungen zum Briefwechsel Diels-Wilamowitz. In: Eikasmos Band 8 (1997), S. 283–308.
- „Sed serviendum officio …“: the correspondence between Ulrich von Wilamowitz-Moellendorff and Eduard Norden (1892–1931). Weidmann, Hildesheim 1997, ISBN 3-615-00188-5.
- „Der geniale Wildling“: Briefwechsel 1874–1878, 1900–1903. Ulrich von Wilamowitz-Moellendorff und Max Fränkel. Nachrichten der Göttinger Akademie der Wissenschaften. Philologisch-historische Klasse Jahrgang 1999, Nr. 5, Göttingen 1999.
- William M. Calder III, Bernhard Huss: ‘The Wilamowitz in Me’: 100 letters between Ulrich von Wilamowitz-Moellendorff and Paul Friedländer (1904–1931). Los Angeles 1999
- „Aus dem Freund ein Sohn“. Theodor Mommsen und Ulrich von Wilamowitz-Moellendorff, Briefwechsel 1872–1903. 2 Bände, Weidmann, Hildesheim 2003, ISBN 3-615-00285-7.
  - Rezension: Paul Dräger in Göttinger Forum für Altertumswissenschaft Band 9 (2006), S. 1131–1144.